# Katarzyna Madajewska
Katarzyna Madajewska (ur. 26 czerwca 1998 w Braniewie) – polska judoczka.
Zawodniczka klubów: MOS Zatoka Braniewo (2011–2014), KS AZS AWFiS Gdańsk (od 2014). Dwukrotna brązowa medalistka zawodów Pucharu Europy juniorek (St. Petersburg 2018 i Gdynia 2018). Brązowa medalistka mistrzostw Polski seniorek 2016 w kategorii powyżej 78 kg.